# Sortenplural
Beim Sortenplural (Artenplural) wird der Plural bei Stoffnamen, Taxa der systematischen Wissenschaften und anderen verwendet, um die Subklassen qualitativ differenzierter zu benennen.

## Beispiele
- Verwendung von Öle statt Ölsorten
- Hunde als Metataxon zu Haushund